# Gérard de Courcelles
Gérard de Courcelles, död 3 juli 1927, var en fransk racerförare.
de Courcelles körde de fyra första Le Mans-loppen, 1923 till 1926, för Lorraine-Dietrich. 1925 vann han loppet tillsammans med André Rossignol och året därpå slutade han tvåa tillsammans med Marcel Mongin, när stallet tog en trippelseger.
de Courcelles omkom vid ett Grand Prix-lopp i Frankrike 1927.